# Morden Park
Morden Park est un parc public de 50 hectares et un site d'importance d'arrondissement pour la conservation de la nature, de Grade 1, dans le quartier de Morden Park dans le Borough londonien de Merton. Une superficie de 28 hectares est également une réserve naturelle locale. Il appartient et est géré par le Conseil de Merton,. Le site inclut le monticule du parc de Morden, un monument protégé, et le ruisseau Pyl qui traverse le parc. 

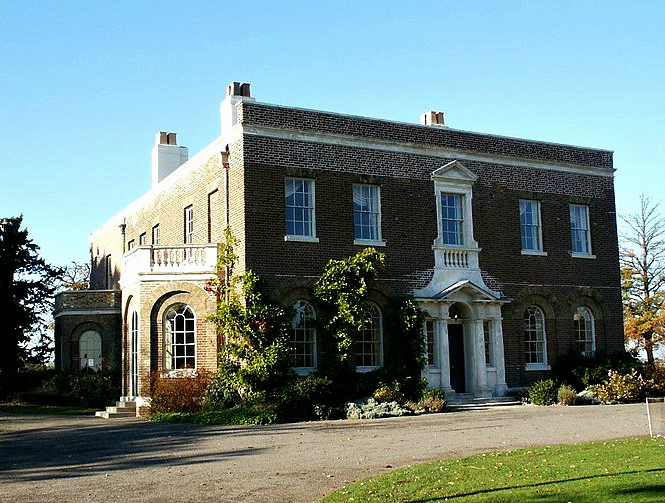
Morden Park House
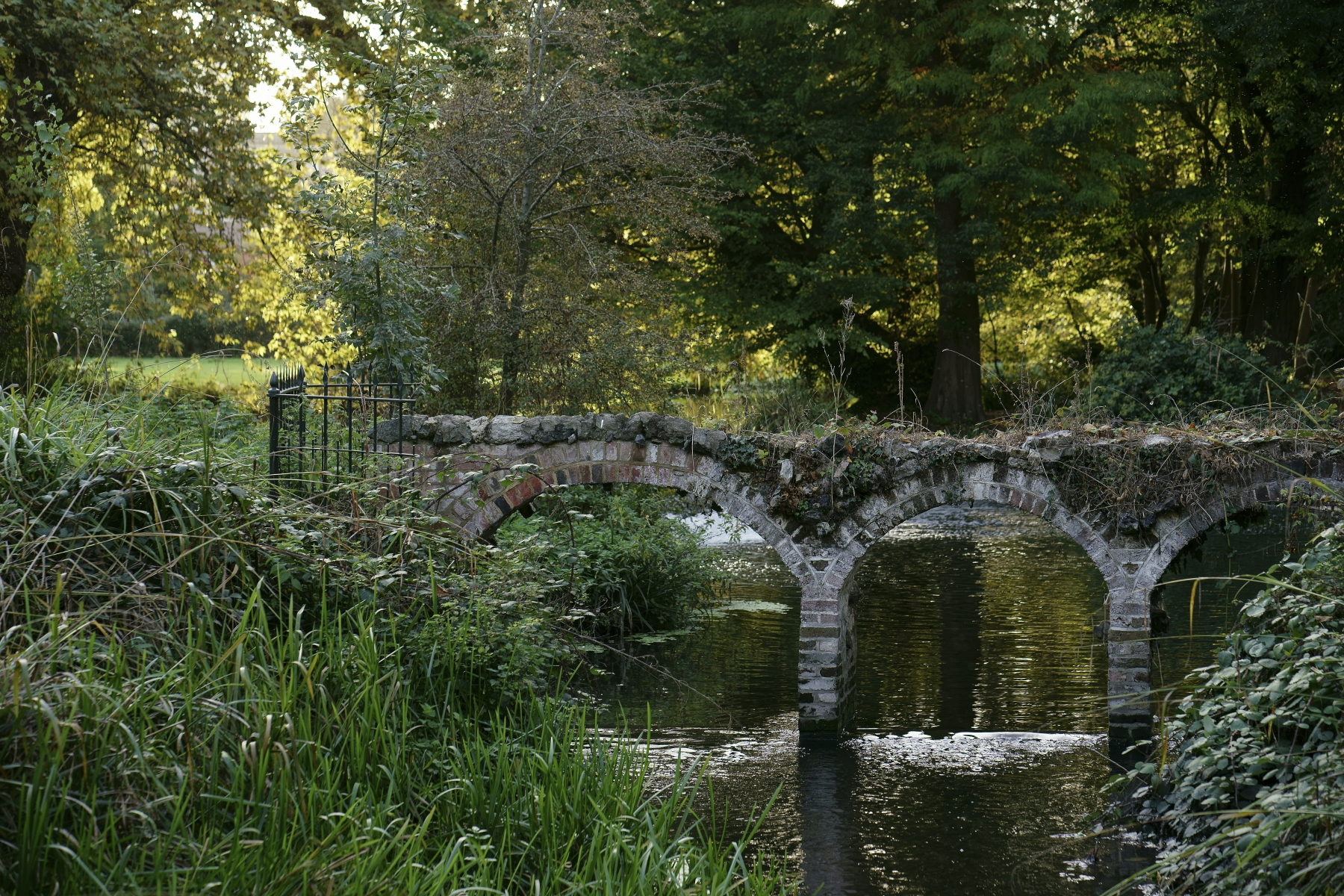
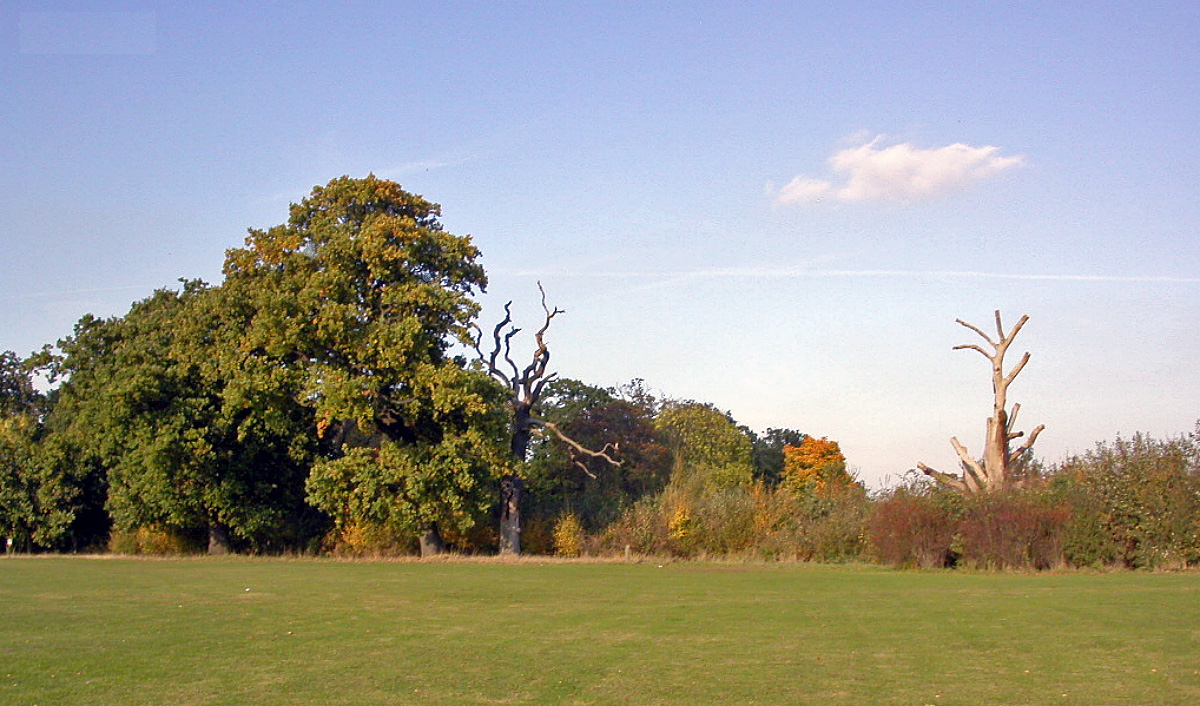
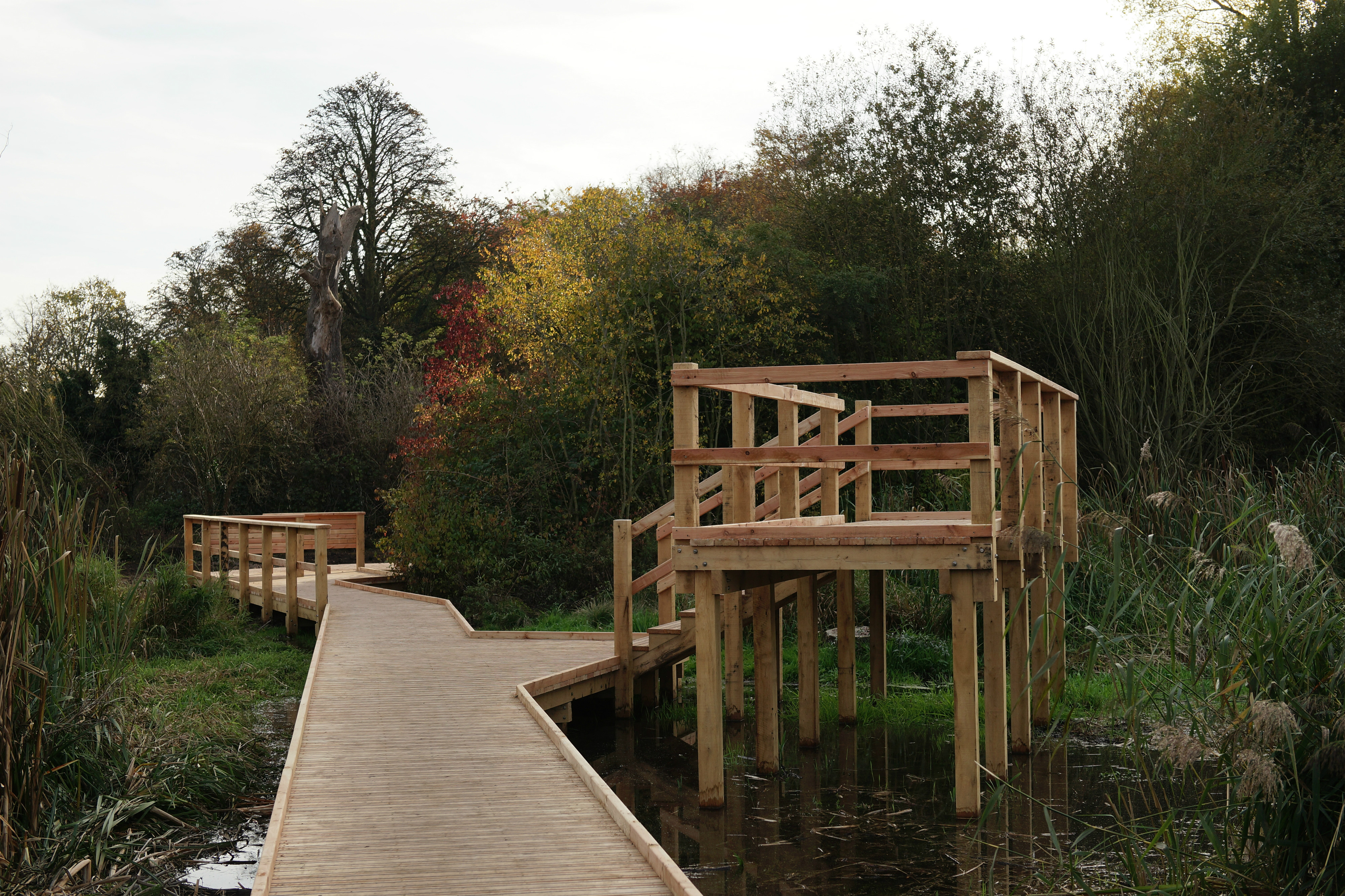

## Description
Le parc était auparavant le terrain de la maison du XVIIIe siècle Morden Park House, qui est maintenant classée Grade II et utilisée comme bureau d'enregistrement. En 1945, la maison et le parc ont été achetés par le conseil du district urbain de Merton et Morden. Certains chênes ont plus de 300 ans, et les espèces d'oiseaux comprennent les pics verts et grands tachetés, les mésanges charbonnières et les moucherolles tachetées. Les prairies abritent des fleurs sauvages et une gamme de papillons. 
Il y a un accès depuis Epsom Road, Morden Lane et London Road. 
En 2008, le Conseil de Merton a proposé d'autoriser les Goals Soccer Centers à construire dix-sept terrains de football de différents types, dont beaucoup éclairés, ainsi qu'un club-house avec un bar agréé sur une partie du parc. À la suite des objections publiques, le conseil de Merton a annulé sa décision en 2009.